# Denis Hickie
Denis Anthony Hickie (in irlandese Donnacadh Antoine Ó hIceadh; Dublino, 18 febbraio 1976) è un ex rugbista a 15 e dirigente d'azienda irlandese, già tre quarti ala del Leinster.

## Biografia
Hickie si formò rugbisticamente al St. Mary's College di Dublino, con la cui squadra di rugby vinse la Leinster Schools Senior Cup 1994; militò successivamente nella squadra dell'Università di Dublino, ateneo in cui si laureò in Economia e Commercio.
Nel 1996 entrò nella provincia di Leinster con cui disputò il campionato interprovinciale irlandese e nel 1997 debuttò per l'Irlanda durante il Cinque Nazioni a Cardiff contro il Galles.
Nel 2001 debuttò con il Leinster nella neoistituita Celtic League, vincendone la prima edizione, e a livello internazionale prese parte alla Coppa del Mondo di rugby 2003 in Australia.
Nel 2005 fu convocato per il tour dei British Lions in Nuova Zelanda, scendendo in campo in quattro incontri della spedizione più il test match preliminare contro l'Argentina.
Ad agosto 2007, pochi giorni prima di essere convocato per la Coppa del Mondo in Francia, Hickie annunciò il suo ritiro dall'attività agonistica subito dopo la competizione, a soli 31 anni.
Dopo il ritiro ha intrapreso la carriera dirigenziale ed è direttore allo sviluppo di Mainstream Renewable Power, compagnia multinazionale di energia elettrica da fonti rinnovabili.

## Palmarès
- Celtic League: 1
Leinster: 2001-02